# Liste der Biografien/Grub
Liste der Biografien |
Portal Biografien |
Personensuche
# |
A |
B |
C |
D |
E |
F |
G |
H |
I |
J |
K |
L |
M |
N |
O |
P |
Q |
R |
S |
T |
U |
V |
W |
X |
Y |
Z |
?
 
Ga |
Gb |
Gc |
Gd |
Ge |
Gf |
Gh |
Gi |
Gj |
Gk |
Gl |
Gm |
Gn |
Go |
Gp |
Gq |
Gr |
Gs |
Gu |
Gv |
Gw |
Gy |
Gz
 
Gra |
Grb–Grd |
Gre |
Grg |
Gri |
Grj |
Grk |
Grl |
Grm |
Gro |
Grs |
Gru |
Gry |
Grz
 
Grua |
Grub |
Gruc |
Grud |
Grue |
Gruf |
Grug |
Gruh |
Grui |
Gruj |
Grul |
Grum |
Grun |
Gruo |
Grup |
Grus |
Grut |
Gruv |
Gruw |
Gruy |
Gruz
Die Liste der Biografien führt alle Personen auf, die in der deutschsprachigen Wikipedia einen Artikel haben. Dieses ist eine Teilliste mit 407 Einträgen von Personen, deren Namen mit den Buchstaben „Grub“ beginnt.

## Grub
- Grub, Friedrich (1833–1908), deutscher Landwirt und Politiker (DP), MdR
- Grub, Fritz (1883–1962), deutscher Bäckermeister und Politiker
- Grub, Heiner (* 1934), deutscher Förster, Politiker und Autor
- Grub, Hermann (* 1939), deutscher Architekt
- Grub, Ludwig (1930–2007), deutscher Grafiker, Maler und Bildhauer
- Grub, Valentine, deutsche Opernsängerin (Sopran)
- Grub, Volker (* 1937), deutscher Rechtsanwalt und Insolvenzverwalter
- Grüb, Willy (1912–1998), deutscher Schriftsteller und Dramaturg

### Gruba
- Grubač, Vanja (* 1971), montenegrinischer Fußballspieler und -trainer
- Grubačević, Dalibor (* 1975), kroatischer Komponist, Musiker und Musikproduzent
- Grubačić, Slobodan (* 1942), serbischer Germanist, Hochschullehrer in Belgrad
- Grubauer, Albert (1869–1960), deutscher Ethnologe, Zoologe und Kunstsammler
- Grubauer, Philipp (* 1991), deutscher EishockeytorwartPhilipp Grubauer (* 1991)

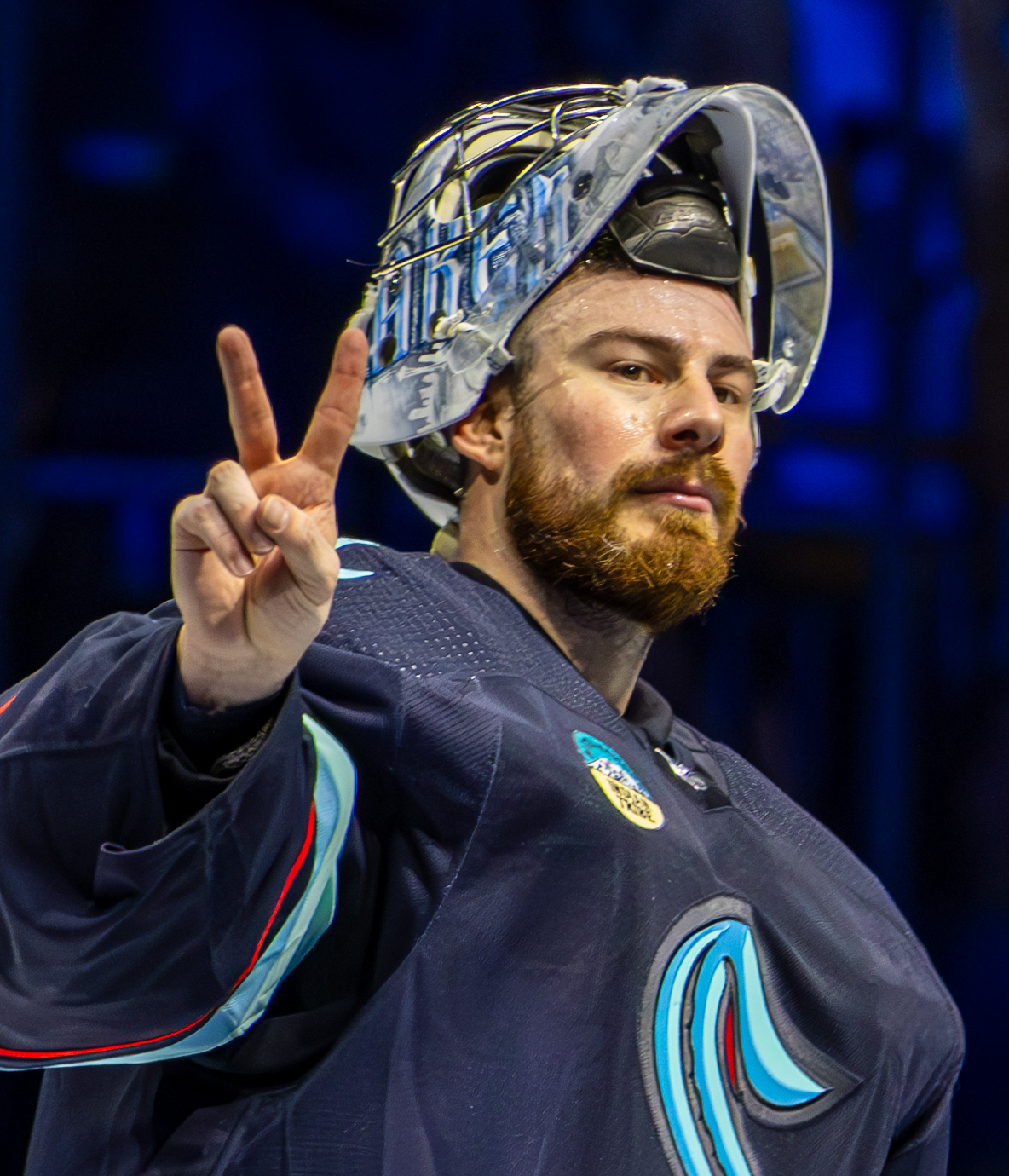
Philipp Grubauer (* 1991)

- Grubauer, Sebastian (1833–1891), österreichischer Politiker

### Grubb
- Grubb, Davis (1919–1980), US-amerikanischer Schriftsteller
- Grubb, Freddie (1887–1949), britischer Radsportler
- Grubb, Howard (1844–1931), irischer Erfinder, Astronom und Optiker
- Grubb, Kevin (1978–2009), US-amerikanischer Rennfahrer
- Grubb, Norman (1895–1993), britischer Missionar und Gründer der evangelikalen Inter-Varsity Fellowship
- Grubb, Peter (1942–2006), englischer Zoologe
- Grubb, Robert (* 1950), australischer Schauspieler
- Grubb, Timothy (1954–2010), britischer Springreiter
- Grubba, Andrzej (1958–2005), polnischer TischtennisspielerAndrzej Grubba (1958–2005)

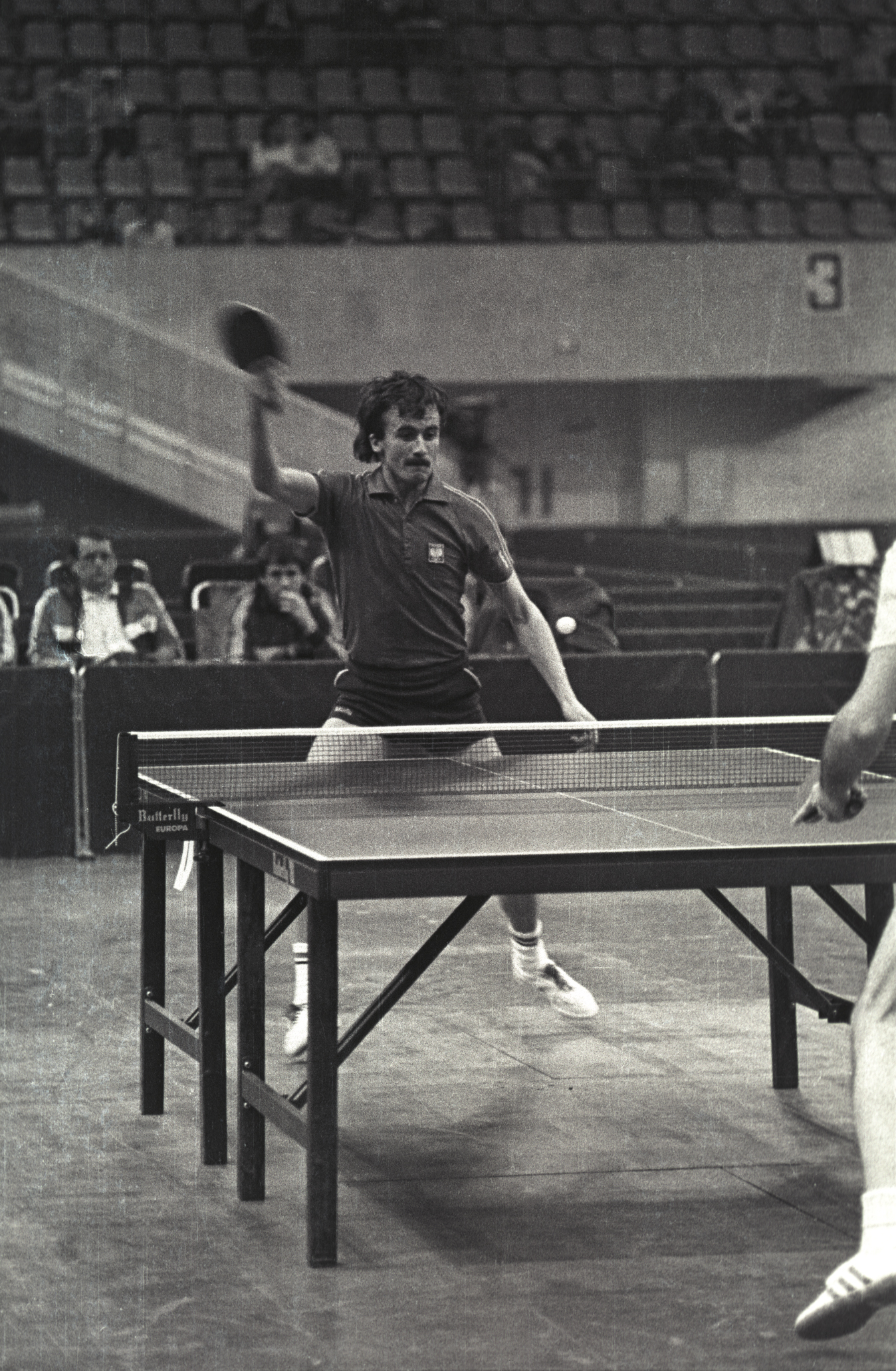
Andrzej Grubba (1958–2005)

- Grubbe, Marie (1643–1718), dänische Adlige
- Grubben, Linda (* 1979), norwegische Biathletin
- Grubbs, Carl (1944–2024), US-amerikanischer Jazzmusiker
- Grubbs, Frank E. (1913–2000), US-amerikanischer Statistiker
- Grubbs, Gary (* 1949), US-amerikanischer Schauspieler
- Grubbs, Robert (1942–2021), US-amerikanischer Chemiker
- Grubbs, Teilor (* 2001), US-amerikanische Schauspielerin

### Grube
- Grube, Adolph Eduard (1812–1880), deutscher Zoologe
- Grube, Alex (* 1983), deutscher Bassist
- Grube, Andreas (* 1970), deutscher Jurist und Richter am Bundesgerichtshof
- Grube, Anette (* 1954), deutsche Übersetzerin
- Grube, August Wilhelm (1816–1884), deutscher Pädagoge und Schriftsteller
- Grube, August Wilhelm (1845–1903), deutscher Theaterschauspieler und -intendant
- Grube, Babett (* 1980), deutsche Theaterregisseurin
- Grube, Berend (* 1991), deutscher Footballspieler
- Grube, Christian (* 1934), deutscher Chorleiter
- Grube, Dainis (* 1984), lettischer Schauspieler und Synchronsprecher
- Grube, Eberhard (* 1944), deutscher Kardiologe
- Grube, Elisabeth (1803–1871), deutsche Dichterin und Schriftstellerin
- Grube, Erich (1890–1952), deutscher Landschafts-, Porträt- und Blumenmaler
- Grube, Ernst (1890–1945), deutscher Politiker (KPD), MdR und Widerstandskämpfer gegen den Nationalsozialismus
- Grube, Ernst (* 1932), deutsch-jüdischer NS-VerfolgterErnst Grube (* 1932)

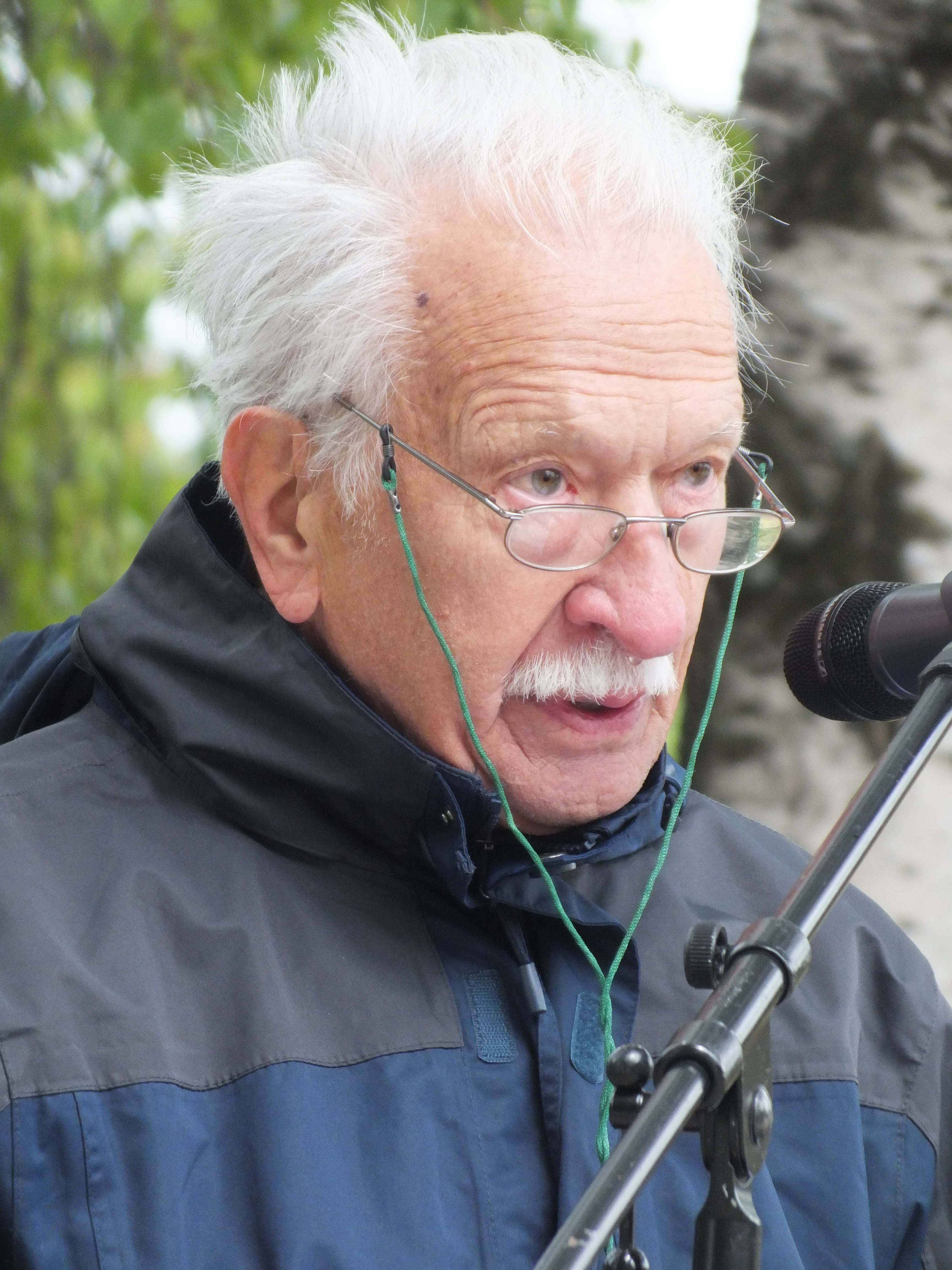
Ernst Grube (* 1932)

- Grube, Ernst J. (1932–2011), deutscher Kunsthistoriker
- Grube, Falko (* 1977), deutscher Politiker (SPD), MdL
- Grube, Friederike (* 1961), deutsche Hochschullehrerin und Rechtswissenschaftlerin
- Grube, Friedrich Wilhelm (1795–1845), preußischer Regierungsbeamter und Handelsagent
- Grube, Georg (1883–1966), deutscher Chemiker (Elektrochemie, Metallurgie)
- Grube, Georg (1935–2025), deutscher Jurist
- Grube, Gerd (* 1960), deutscher Ingenieur
- Grube, Gisela (1925–2021), deutsche Schauspielerin und Kabarettistin
- Grube, Heinrich (1840–1907), deutscher Landschaftsarchitekt
- Grube, Heinrich (* 1908), deutscher Jurist
- Grube, Hellmut (1906–1970), deutscher Schauspieler und Theaterregisseur
- Grube, Helmut (1893–1978), deutscher Konteradmiral (Ing.) der Kriegsmarine
- Grube, Helmut (1913–1980), deutscher Politiker (DP, CDU), MdL
- Grube, Hermann (* 1637), deutscher Arzt
- Grube, Jeremy (* 1994), deutscher Laiendarsteller und Musiker
- Grube, Johann Christoph (1749–1824), Kaufmann und Ratsherr der Hansestadt Lübeck
- Grube, Jürgen (1702–1776), Regierungs- und Obergerichtsadvokat; Verfasser der Otia Jersbecensia
- Grube, Leon (* 2002), österreichischer Fußballspieler
- Grube, Marcus (* 1973), deutscher Dramaturg und Regisseur
- Grube, Max (1854–1934), deutscher Schauspieler
- Grube, Melanie (* 1981), deutsche Florettfechterin
- Grube, Michael (1954–2024), deutscher Violinist
- Grube, Nikolai (* 1962), deutscher Altamerikanist; Maya-Forscher und Spezialist für Maya-Inschriften
- Grube, Otto (1905–1958), deutscher Politiker und Funktionär (SPD), MdL
- Grube, Peter (* 1958), deutscher Sportreporter
- Grube, Petra (* 1956), deutsche Autorin und Theaterpädagogin
- Grube, Rüdiger (* 1951), deutscher ManagerRüdiger Grube (* 1951)

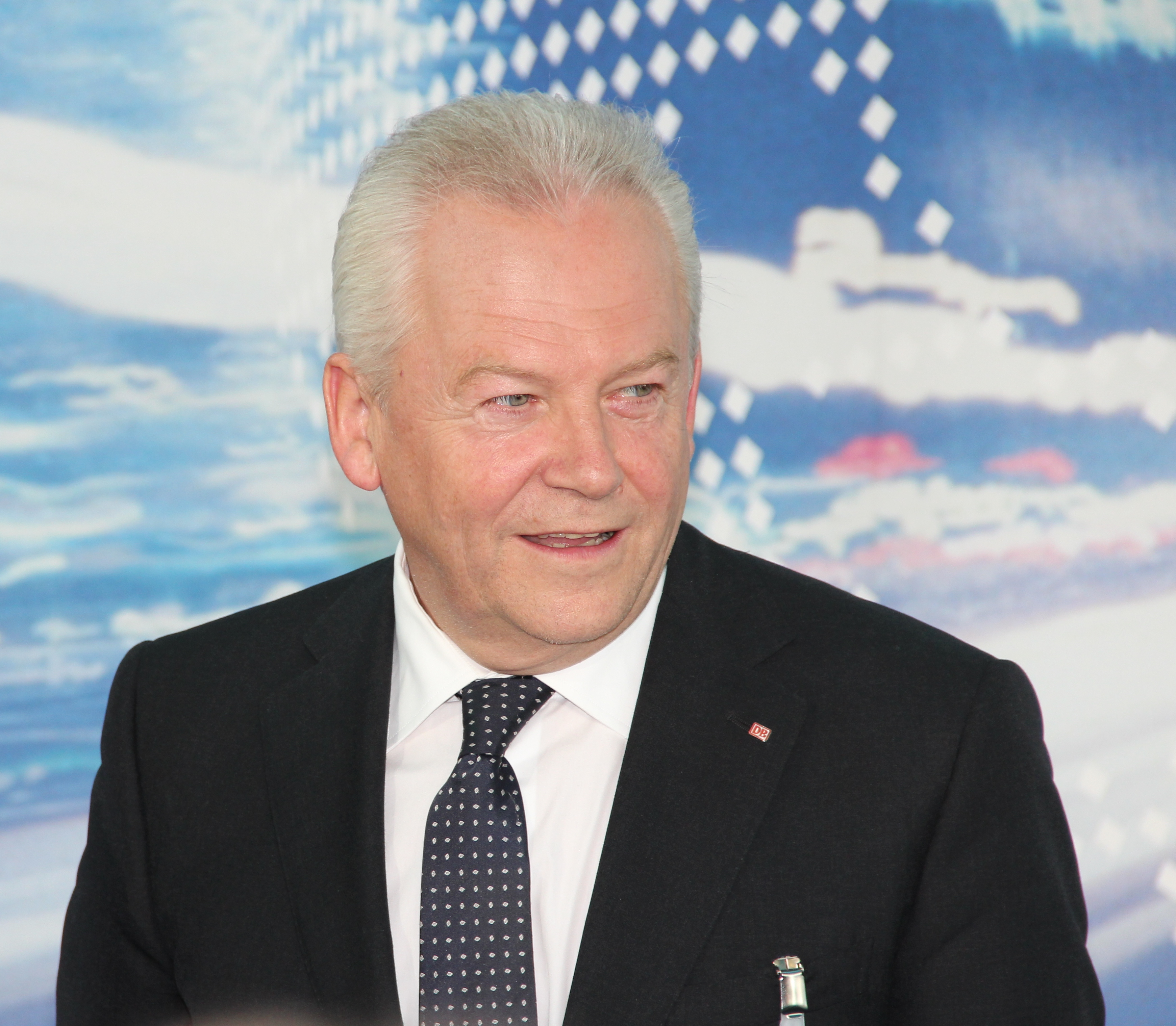
Rüdiger Grube (* 1951)

- Grube, Stephan (1450–1483), deutscher Geistlicher, Erzbischof von Riga
- Grube, Thomas (* 1971), deutscher Regisseur und Filmproduzent
- Grube, Tina (* 1962), deutsche Schriftstellerin
- Grube, Waldemar (1915–2001), deutscher Forstmann und Unternehmer
- Grube, Walter (1907–1992), deutscher Archivar und Landeshistoriker in Baden-Württemberg
- Grube, Wilhelm (1855–1908), deutscher Sinologe
- Grube, Wolfgang (* 1945), deutscher Unternehmer und Basketballfunktionär
- Grube-Deister, Elsa (1926–2001), deutsche SchauspielerinElsa Grube-Deister (1926–2001)

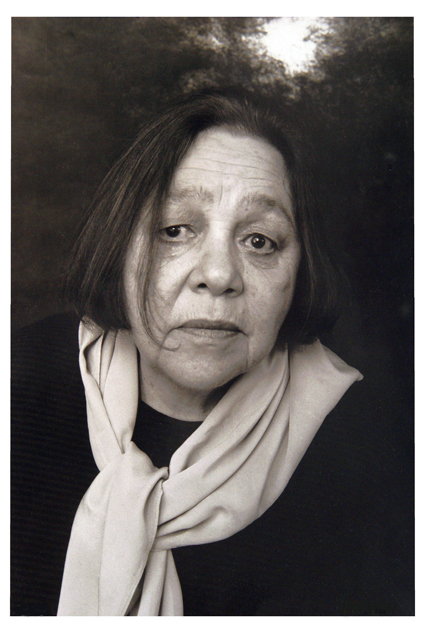
Elsa Grube-Deister (1926–2001)

- Grube-Loy, Hildegard (1916–2002), deutsche Aquarellmalerin

#### Grubea
- Grubeanu, Daniel (* 1971), deutscher Zahnarzt und Hochschullehrer

#### Grubec
- Grubeck, Fabian (* 1996), österreichischer Fußballspieler
- Grubeck, Valentin (* 1995), österreichischer Fußballspieler
- Grubeck-Loebenstein, Beatrix (* 1953), österreichische Immunologin

#### Grubel
- Grubel, Fred (1908–1998), deutschamerikanischer Institutsleiter
- Grübel, Georg (* 1647), Leibmedicus am Hof zu Dresden und Mitglied der Gelehrtenakademie Leopoldina
- Grubel, Hans-Joachim (1944–2004), deutscher Schauspieler
- Grübel, Ilona (* 1950), deutsche Schauspielerin
- Grübel, Konrad (1736–1809), Nürnberger Mundartdichter
- Grübel, Markus (* 1959), deutscher Politiker (CDU), MdB
- Grübel, Matthias (* 1982), deutscher Musiker
- Grübel, Oswald (* 1943), deutscher BankmanagerOswald Grübel (* 1943)

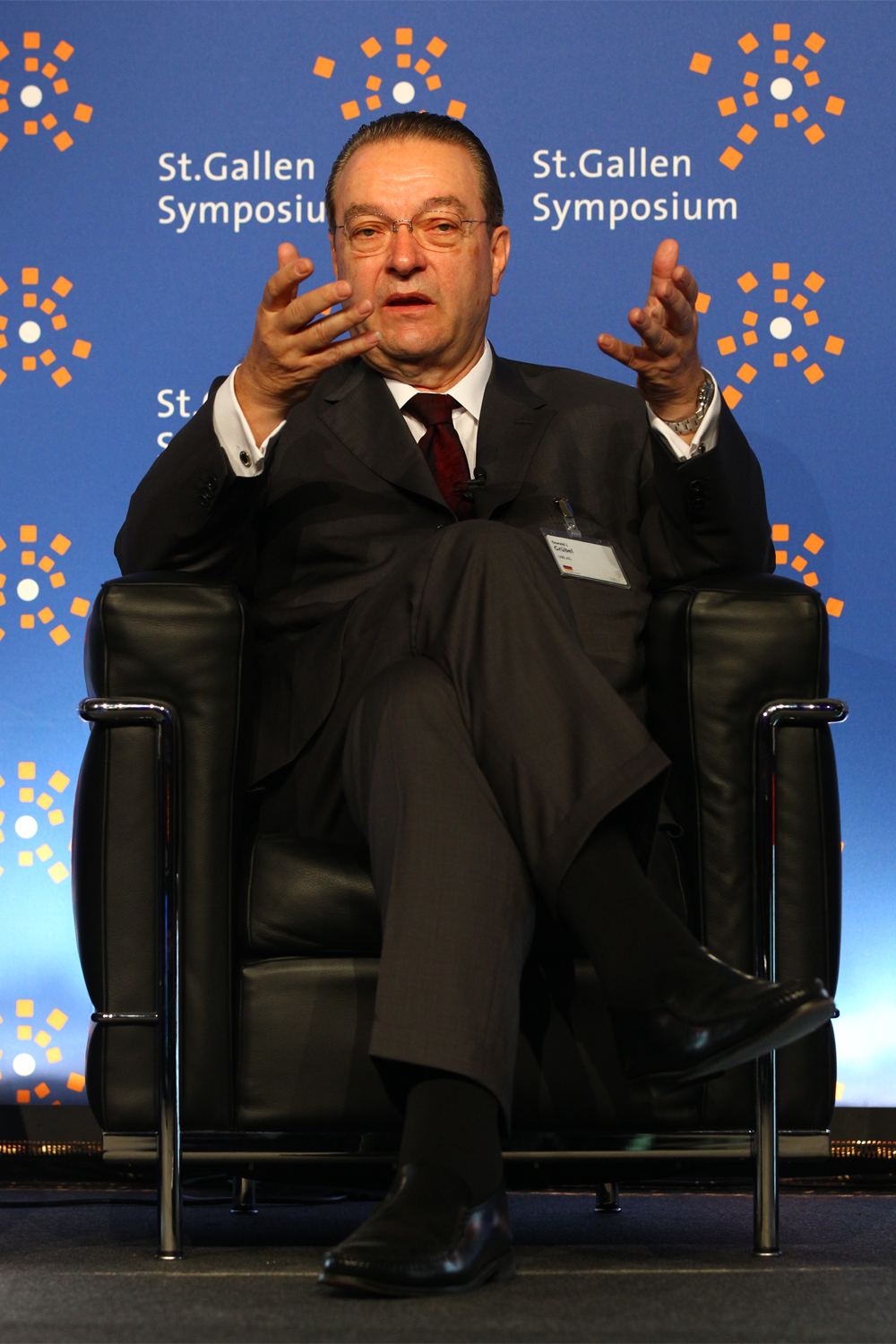
Oswald Grübel (* 1943)

- Grübel, Rainer (* 1942), deutscher Slawist und Literaturwissenschaftler
- Grubel, Robert M. (1917–1998), US-amerikanischer Chemiker
- Grübel, Sebastian († 1595), Schweizer Lehrer und Bühnenautor
- Grübel, Wolfgang (* 1956), deutscher Fußballspieler
- Grubelnik, Drago (1976–2015), slowenischer Skirennläufer

#### Gruben
- Gruben, Franz Josef von (1829–1888), deutscher Jurist, Domänenverwalter und Politiker (Zentrum), MdR
- Gruben, Franz von (1774–1848), deutscher Politiker, französischer Maire und preußischer Landrat
- Gruben, Gottfried (1929–2003), deutscher Bauforscher
- Gruben, Ignatz von († 1874), deutscher Richter und Politiker, Mitglied des Preußischen Abgeordnetenhauses
- Gruben, Karl Klemens von (1764–1827), deutscher Geistlicher, Weihbischof in Köln und Osnabrück sowie Apostolischer Vikar des Bistums Hildesheim
- Gruben, Melchior, Abt des Klosters Bredelar
- Gruben, Peter Joseph von (1773–1851), deutscher Politiker, Minister und Landtagsabgeordneter im Großherzogtum Hessen
- Gruben, Petrus von (1766–1831), deutscher römisch-katholischer Priester, Zisterzienser und Abt des Klosters Hardehausen
- Gruben, Philipp Moritz von (1766–1828), königlich-hannoverscher Generalmajor
- Gruben, Tobias (1963–1996), deutscher MusikerTobias Gruben (1963–1996)

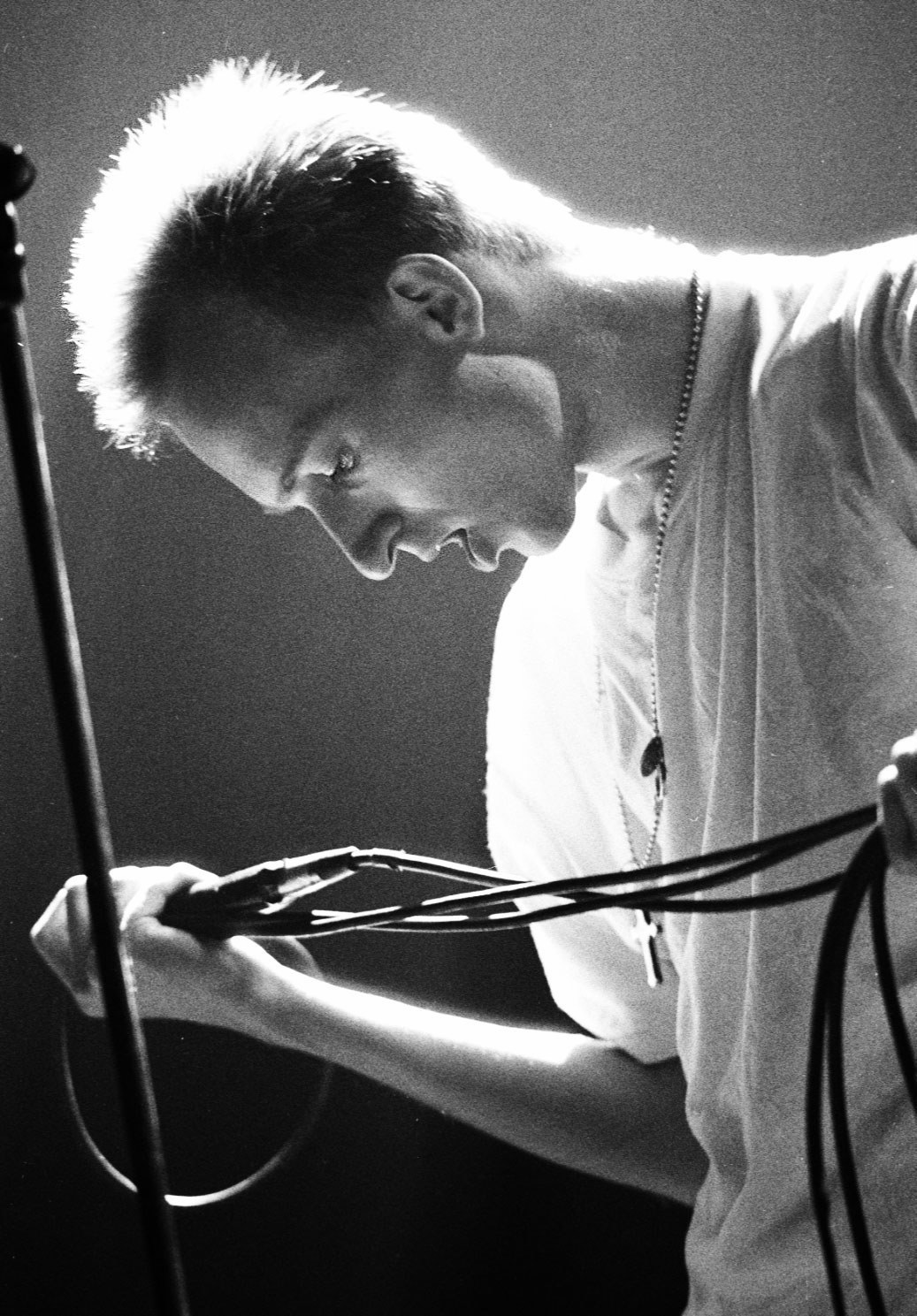
Tobias Gruben (1963–1996)

- Grubenbecher, Johannes (1886–1967), deutscher Fotograf
- Grubenmann, Adolf (1840–1929), Schweizer Politiker (Liberale) und Arzt
- Grubenmann, Barbara (1767–1817), Schweizer Separatistin
- Grubenmann, Hans Ulrich (1709–1783), Schweizer Baumeister
- Grubenmann, Jakob (1694–1758), Schweizer Baumeister
- Grubenmann, Johannes (1707–1771), Schweizer Baumeister
- Grubenmann, Ottilia (1917–2003), Schweizer Hebamme
- Grubenmann, Ulrich (1668–1736), Schweizer Baumeister
- Grubenmann, Ulrich (1850–1924), Schweizer Mineraloge
- Grubenmann, Walter (1920–1982), Schweizer Fussballspieler
- Grubenstein, Willy (1904–1953), Todesopfer an der Sektorengrenze in Berlin vor dem Bau der Berliner Mauer

#### Gruber
- Gruber von Zurglburg, Philibert (1761–1799), Tiroler Franziskaner und Philosoph
- Gruber, Achim (* 1966), deutscher Tierpathologe und Buchautor
- Gruber, Adolf (1920–1994), österreichischer Langstreckenläufer
- Gruber, Albrecht (1902–1973), deutscher Verleger
- Gruber, Alex (* 1992), italienischer Naturbahnrodler
- Gruber, Alfred (1931–1972), österreichischer Bildhauer und Kunstpädagoge
- Grüber, Almuth (* 1981), deutsche Triathletin
- Gruber, Alois (1908–1959), österreichischer Politiker (VdU), Abgeordneter zum Nationalrat
- Gruber, Andreas, deutscher Kirchenlieddichter
- Gruber, Andreas (* 1954), österreichischer Drehbuchautor, Film- und Fernsehregisseur
- Gruber, Andreas (* 1968), österreichischer SchriftstellerAndreas Gruber (* 1968)

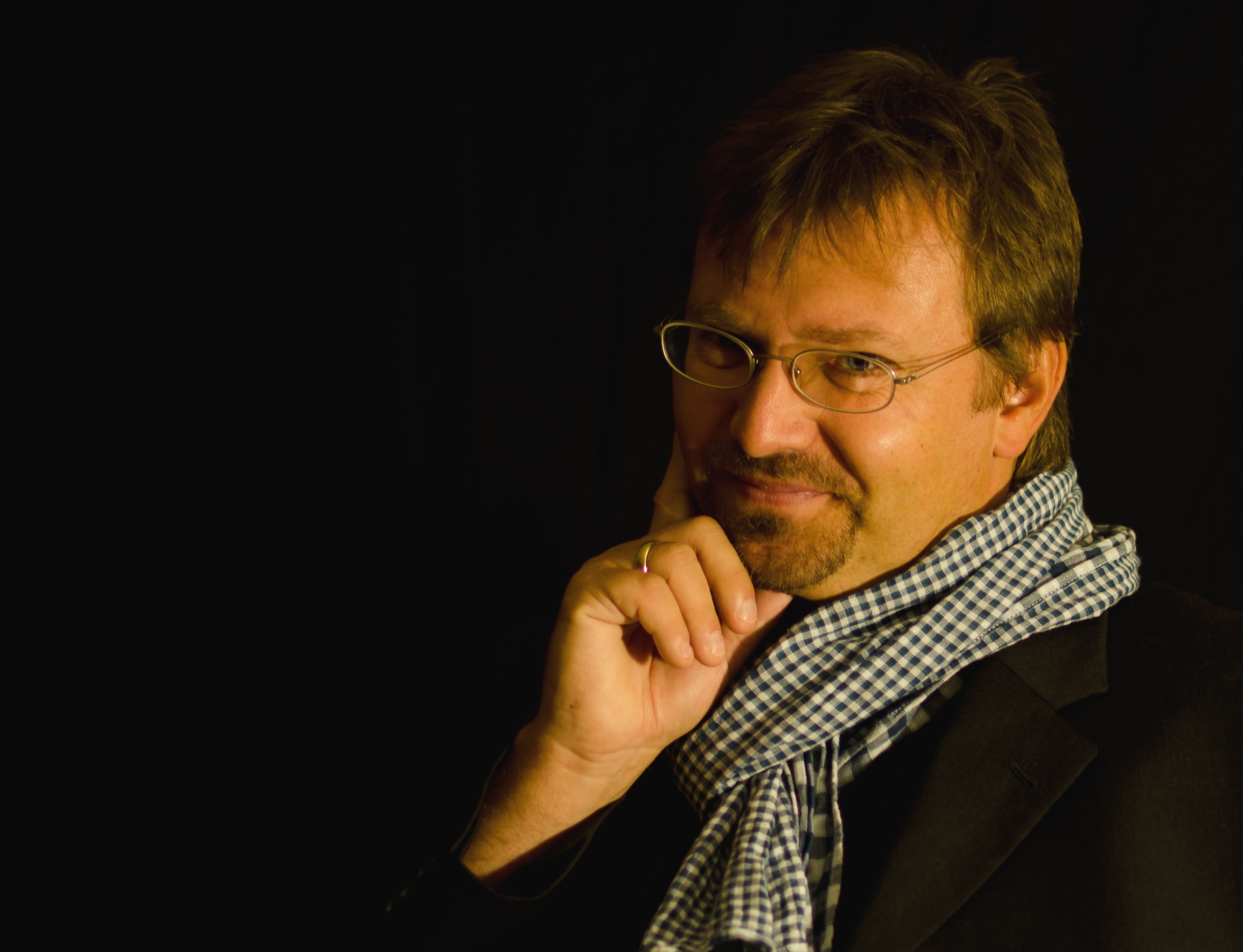
Andreas Gruber (* 1968)

- Gruber, Andreas (* 1984), italienischer Naturbahnrodler
- Gruber, Andreas (* 1995), österreichischer Fußballspieler
- Grüber, Arthur (1910–1990), deutscher Komponist und Dirigent
- Gruber, Arthur (1914–1981), deutscher Politiker (CDU), Oberbürgermeister von Sindelfingen, MdL
- Gruber, August (1853–1938), deutscher Protozoologe
- Gruber, Augustin Johann Joseph (1763–1835), Fürsterzbischof der Erzdiözese Salzburg
- Gruber, Balthasar († 1645), deutscher Buchhändler und Drucker
- Gruber, Barbara (* 1977), deutsche Skibergsteigerin und Alpinsportlerin
- Gruber, Beate (* 1951), österreichische Politikerin (ÖVP), Landtagsabgeordnete
- Gruber, Bernhard (* 1949), österreichischer Paläontologe
- Gruber, Bernhard (* 1982), österreichischer Nordischer KombiniererBernhard Gruber (* 1982)

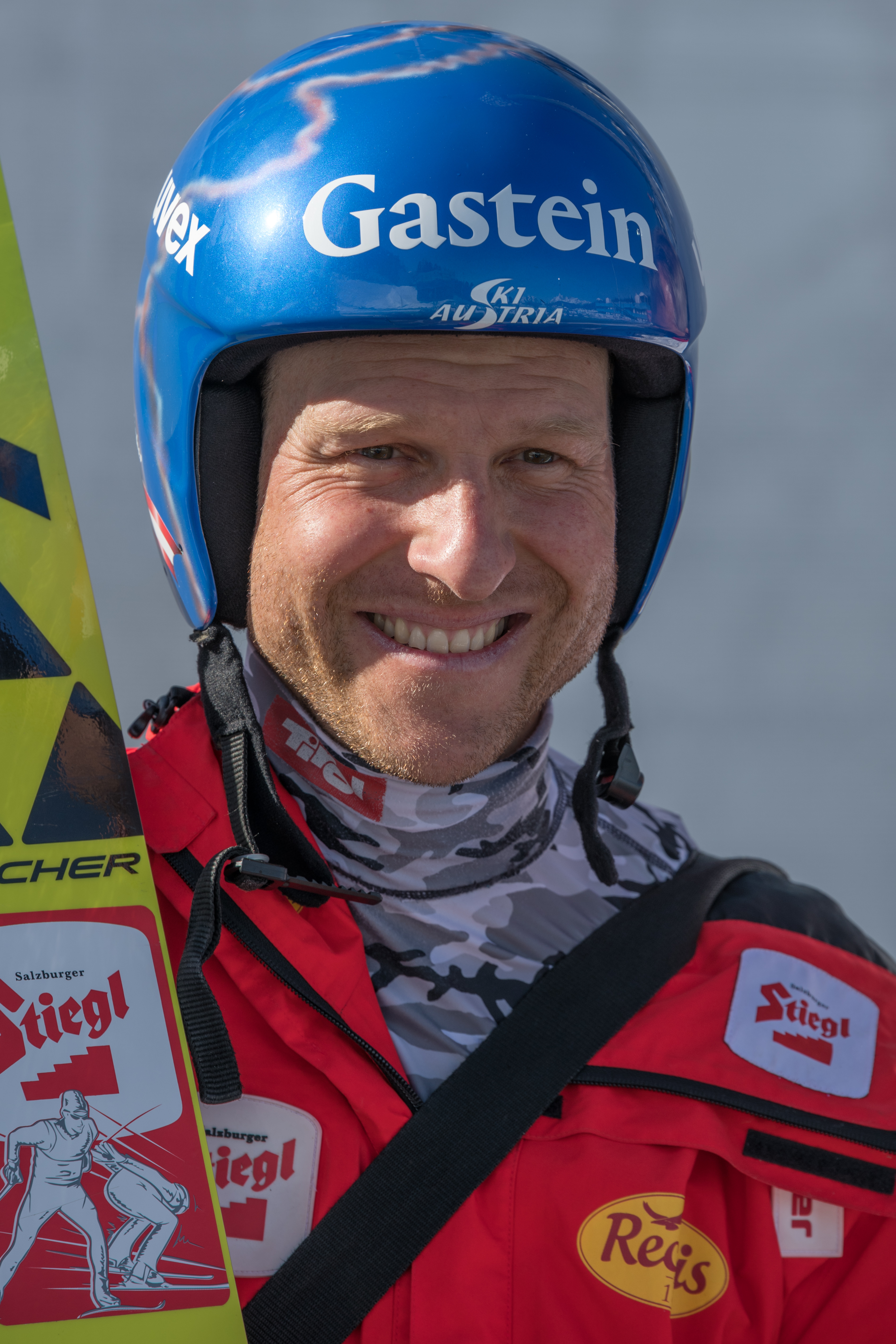
Bernhard Gruber (* 1982)

- Gruber, Bettina (* 1947), deutsche Foto- und Videokünstlerin
- Gruber, Bettina (* 1985), Schweizer Skilangläuferin
- Gruber, Carola (* 1983), deutsche Autorin
- Gruber, Caroline (* 1960), britische Schauspielerin
- Gruber, Christian (1858–1906), deutscher Lehrer und Geograph
- Gruber, Christian (* 1965), deutscher Gitarrist, Mitglied von Gruber & Maklar
- Gruber, Christoph (* 1976), österreichischer Skirennläufer
- Gruber, Claudia (* 1966), deutsche Vorderasiatische Archäologin
- Gruber, Detlef (1952–2025), österreichischer Landespolitiker (SPÖ)
- Gruber, Diana (* 1983), kanadische Skeletonsportlerin
- Gruber, Eberhard Ludwig (1665–1728), radikaler Pietist, einer der ersten Führer der deutschen Inspirationsbewegung
- Gruber, Edmund (1936–1996), deutscher Fernsehjournalist und Intendant
- Gruber, Eduard (* 1952), österreichischer römisch-katholischer Geistlicher
- Gruber, Elisabeth (* 1984), österreichische Triathletin
- Gruber, Elke (* 1959), österreichische Bildungswissenschaftlerin
- Gruber, Elmar (1931–2011), deutscher römisch-katholischer Priester, Autor
- Gruber, Elmar R. (* 1955), Bewusstseinsforscher und Parapsychologe
- Gruber, Erich (1884–1953), österreichischer Jurist, Regierungspräsident und SS-Brigadeführer
- Gruber, Ernst (1918–1979), deutscher Opernsänger (Heldentenor)
- Gruber, Erwin (* 1964), österreichischer Politiker (ÖVP)
- Gruber, Esaias der Ältere († 1595), Bildhauer im Bodenseeraum
- Gruber, Esaias der Jüngere, Bildhauer im Bodenseeraum
- Gruber, Fabio (* 2002), deutsch-peruanischer Fußballspieler
- Gruber, Ferry (1926–2004), österreichisch-deutscher Opern- und Operettensänger (Tenor)
- Gruber, Florian (* 1983), deutscher Rennfahrer
- Gruber, Florian (* 1993), deutscher Kitesurf-Weltmeister
- Gruber, Florian (* 2003), österreichischer Fußballspieler
- Gruber, Franz (1877–1937), Landtagsabgeordneter Volksstaat Hessen
- Gruber, Franz (1882–1932), deutscher Opern- und Operettensänger (Tenor)
- Gruber, Franz (1888–1949), österreichischer Politiker (SPÖ), Landtagsabgeordneter
- Gruber, Franz (1900–1957), deutscher Politiker (SPD), MdL
- Gruber, Franz (1935–2021), deutscher Politiker (CSU), MdL
- Gruber, Franz (* 1956), österreichischer Politiker (ÖVP), Mitglied des Bundesrates
- Gruber, Franz (* 1959), österreichischer Skirennläufer
- Gruber, Franz (* 1960), österreichischer katholischer Dogmatiker
- Gruber, Franz Paul (1942–2023), deutscher Veterinär und Hochschullehrer
- Gruber, Franz von (1837–1918), österreichischer Zivil- und Militärarchitekt
- Gruber, Franz Xaver (1765–1814), deutscher Polizeidirektor
- Gruber, Franz Xaver (1787–1863), österreichischer KirchenliedkomponistFranz Xaver Gruber (1787–1863)

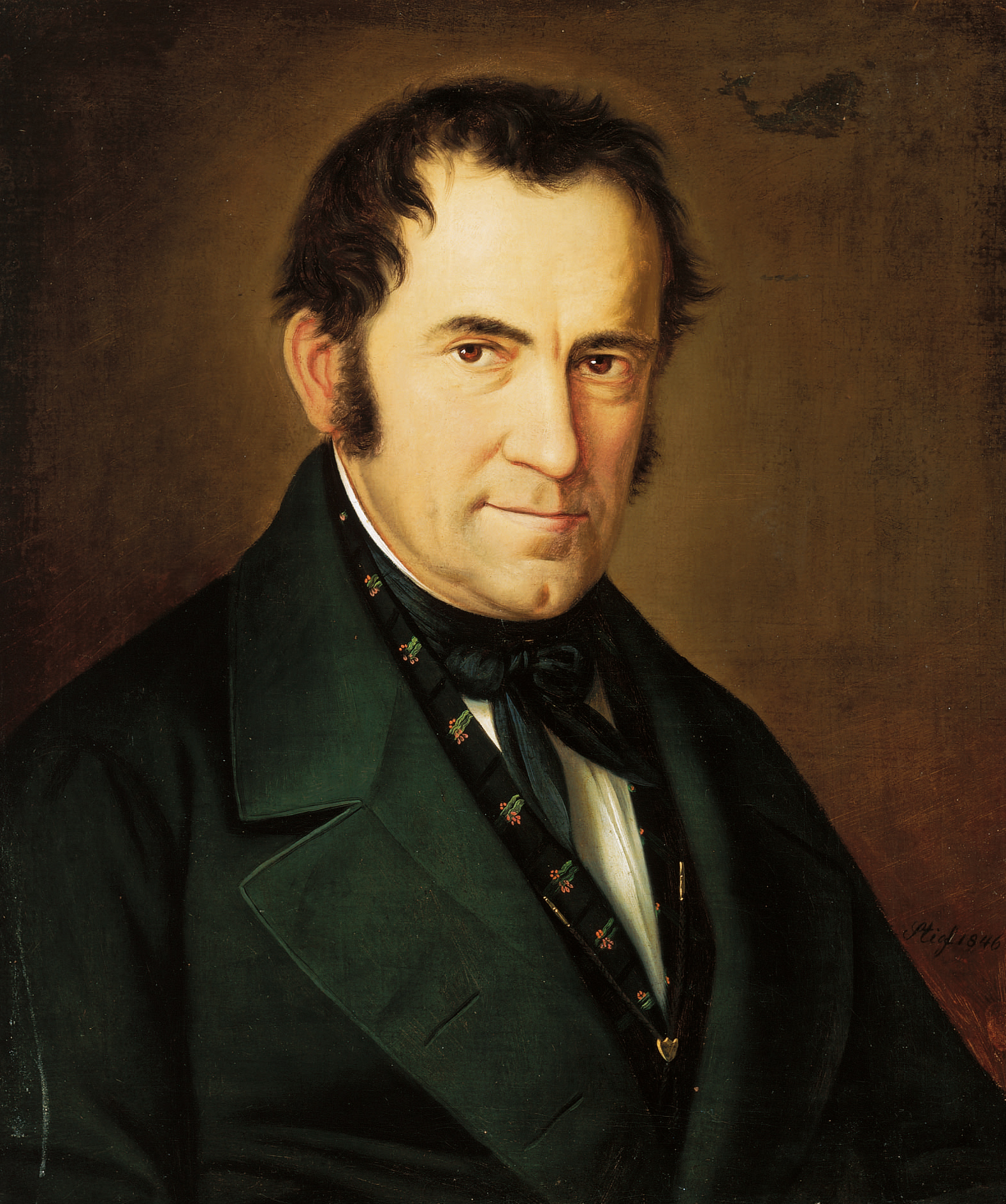
Franz Xaver Gruber (1787–1863)

- Gruber, Franz Xaver (1801–1862), österreichischer Blumenmaler
- Gruber, Franz Xaver (1826–1871), österreichischer Organist, Komponist und Publizist
- Gruber, Franz Xaver (* 1968), österreichischer Politiker (ÖVP)
- Gruber, Freddie (1927–2011), US-amerikanischer Jazzmusiker und Musikpädagoge
- Gruber, Friedhelm (* 1953), deutscher Volleyballspieler
- Gruber, Friedrich († 1850), deutscher Tuchhändler und Bankier
- Gruber, Friedrich (1883–1971), deutscher Kommunalpolitiker
- Gruber, Fritz (1940–2022), österreichischer Historiker
- Gruber, Gabriel (1740–1805), Generaloberer der Societas Jesu (Jesuiten)
- Gruber, Georg (1904–1979), österreichischer Musikwissenschaftler, Chorleiter, Komponist und Dirigent
- Gruber, Georg Benno (1884–1977), deutscher Pathologe, Medizinhistoriker und Hochschullehrer
- Gruber, Georg Joseph (1773–1819), deutscher Kaufmann, Gastwirt und Politiker
- Gruber, Georg Wilhelm (1729–1796), deutscher Komponist und Violinist
- Gruber, Gerald (1930–2017), österreichischer Bergsteiger und Geograf
- Gruber, Gerd (* 1960), deutscher Orthopäde und Unfallchirurg
- Gruber, Gerd (* 1982), österreichischer Eishockeyspieler
- Gruber, Gerda (* 1940), österreichisch-mexikanische Keramikerin, Bildhauerin und Hochschullehrerin
- Gruber, Gerhard (* 1928), deutscher römisch-katholischer Theologe
- Gruber, Gerhard (* 1951), österreichischer Stummfilmpianist
- Gruber, Gernot (* 1939), österreichischer Musikwissenschaftler
- Gruber, Gernot (* 1963), deutscher Mathematiker und Politiker (SPD), MdL
- Gruber, Gerold (* 1958), österreichischer Musikwissenschaftler
- Gruber, Gertraud (1921–2022), deutsche Kosmetikerin und Unternehmerin
- Gruber, Giselher (1939–2019), deutscher Politiker (SPD)
- Gruber, Günter (* 1948), deutscher Diplomat und Botschafter
- Gruber, Hannes (1928–2016), Schweizer Maler
- Gruber, Hans (1905–1967), deutscher Fußballspieler
- Gruber, Hans (1924–2000), österreichischer Journalist und Mundartautor
- Gruber, Hans (* 1960), deutscher Erziehungswissenschaftler und Schachkomponist
- Gruber, Hans-Günter (* 1957), deutscher katholischer Moraltheologe und Professor für Ethik in der Sozialen Arbeit
- Grüber, Heinrich (1891–1975), deutscher evangelischer Theologe, Gegner des Nazi-Regimes, MdV und FriedensaktivistHeinrich Grüber (1891–1975)

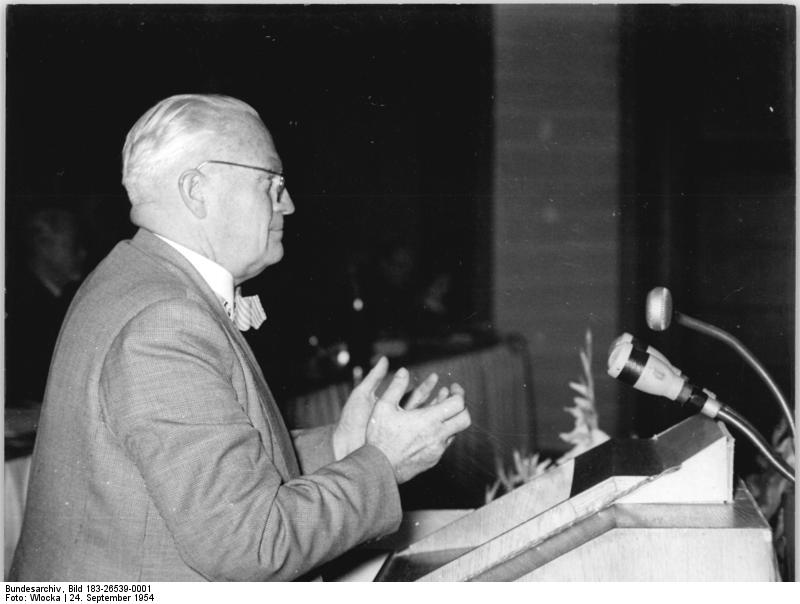
Heinrich Grüber (1891–1975)

- Gruber, Heinrich August (1773–1864), deutscher Mediziner und Hammerwerksbesitzer
- Gruber, Heinz (* 1950), deutscher Politiker (Bündnis 90/Die Grünen), Lehrer, Maschinenbauingenieur
- Gruber, Hendrik (* 1986), deutscher Stabhochspringer
- Gruber, Henry (1899–1959), deutscher Yachtkonstrukteur
- Gruber, Herbert (1913–1999), österreichischer Filmproduzent und Firmenmanager
- Gruber, Herbert (* 1942), österreichischer Bobsportler
- Gruber, Hermann (1900–1984), österreichischer Politiker (ÖVP) und Landwirt
- Gruber, Hetum (1937–2019), deutscher Konzeptkünstler
- Gruber, HK (* 1943), österreichischer Komponist und Dirigent
- Gruber, Horst (* 1972), österreichischer Fußballspieler und Trainer
- Gruber, Imelda (* 1986), italienische Naturbahnrodlerin
- Gruber, Ingemar (* 1977), italienischer Eishockeyspieler
- Gruber, Ira D. (* 1934), US-amerikanischer Militärhistoriker
- Gruber, Isabella (* 1970), österreichische Politikerin (FRITZ), Landtagsabgeordnete in Tirol
- Grüber, Jacques (1870–1936), französischer Glasmaler
- Gruber, Jakob (1676–1750), Schweizer Landwirt, Regierungsmitglied, Tagsatzungsgesandter und Landammann
- Gruber, Jakob (1855–1908), deutscher Komponist und Chorleiter
- Gruber, Jakob (1864–1915), österreichischer Bildhauer
- Gruber, Joachim (* 1937), deutscher Klassischer Philologe
- Gruber, Joachim (* 1961), deutscher Rechtswissenschaftler
- Gruber, Johann (1762–1851), deutscher Kaufmann und Politiker
- Gruber, Johann (1833–1909), Jurist und badischer Beamter
- Gruber, Johann (1889–1944), österreichischer katholischer Pfarrer und NS-Opfer
- Gruber, Johann Daniel (1686–1748), deutscher Bibliothekar; Mitbegründer der Universität Göttingen
- Gruber, Johann Gottfried (1774–1851), deutscher Universalgelehrter, Lexikograph und Publizist
- Gruber, Johannes (1640–1710), Schweizer Textilunternehmer, Regierungsmitglied und Landammann
- Gruber, Johannes von (1807–1875), deutscher Klassischer Philologe und Gymnasiallehrer
- Gruber, Jonas (* 1977), Schweizer Schauspieler
- Gruber, Jonathan (* 1965), US-amerikanischer Wirtschaftswissenschaftler
- Gruber, Jörn (* 1940), deutscher Romanist
- Gruber, Josef (1827–1900), österreichischer Mediziner
- Gruber, Josef (1848–1929), österreichischer Theologe und Generalvikar der Diözese St. Pölten
- Gruber, Josef (1855–1933), österreichischer Komponist und Organist
- Gruber, Josef (1867–1945), österreichischer Politiker, Bürgermeister von Linz, Mitglied des Bundesrates
- Gruber, Josef (1922–1980), österreichischer Politiker (ÖVP), Abgeordneter zum Nationalrat
- Gruber, Josef (1925–2013), österreichischer Politiker (SPÖ), Landtagsabgeordneter
- Gruber, Josef (* 1935), deutscher Wirtschaftswissenschaftler
- Gruber, Judith (* 1952), österreichische Schriftstellerin
- Gruber, Julia (* 1988), deutsche Schauspielerin, Synchronsprecherin und RadiomoderatorinJulia Gruber (* 1988)

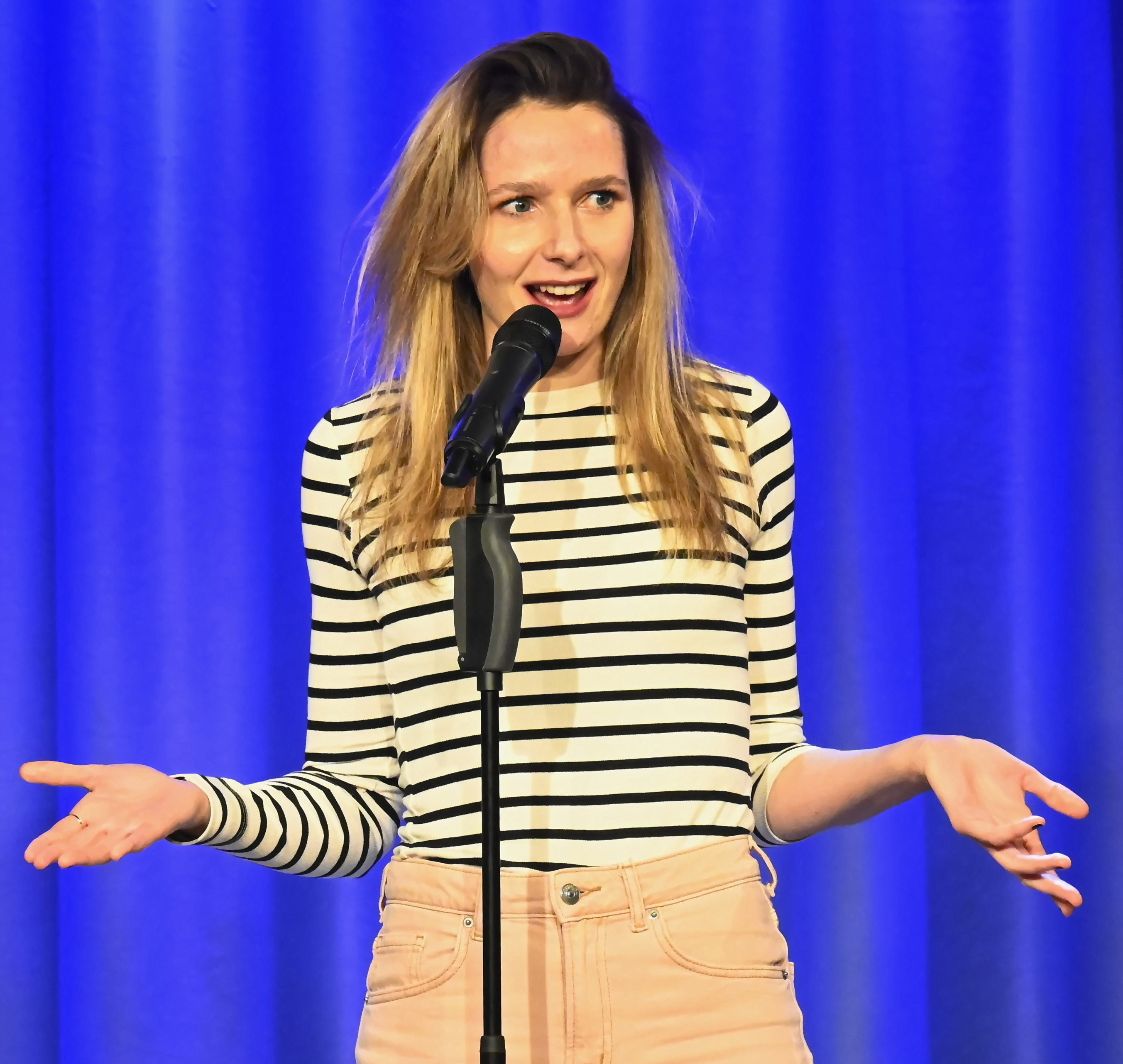
Julia Gruber (* 1988)

- Gruber, Karl (1881–1927), deutscher Zoologe, Biologe, Parapsychologe und Skisportler
- Gruber, Karl (1885–1966), deutscher Architekt, Stadtplaner und Hochschullehrer
- Gruber, Karl (1898–1945), sudetendeutscher Politiker
- Gruber, Karl (1908–1958), österreichischer Politiker (ÖVP), Abgeordneter zum Nationalrat
- Gruber, Karl (1909–1995), österreichischer Diplomat und Politiker, Abgeordneter zum Nationalrat
- Gruber, Karl (1929–2011), österreichischer Politiker (SPÖ), Landtagsabgeordneter
- Gruber, Karl (1943–2022), italienischer katholischer Geistlicher, Theologe und Kunsthistoriker (Südtirol)
- Gruber, Katharina (* 2008), österreichische Nordische Kombiniererin
- Grüber, Katrin (* 1957), deutsche Politikerin (Bündnis 90/Die Grünen), MdL
- Gruber, Kevin (* 1995), italienischer Eishockeyspieler
- Grüber, Klaus Michael (1941–2008), deutscher Regisseur und Schauspieler
- Gruber, Klaus-Dieter (* 1961), deutscher Szenenbildner
- Gruber, Konstantin (* 1979), österreichischer Tennisspieler
- Gruber, Kurt (1904–1943), deutscher Politiker (NSDAP), erster Führer der Hitler-Jugend
- Gruber, Kurt (1912–1945), deutscher Kommunist und Widerstandskämpfer
- Gruber, Lea (* 1997), deutsche Handballspielerin
- Gruber, Leo Fritz (1908–2005), deutscher Fotograf, Photokina-Mitgründer und Fotosammler
- Gruber, Leonhard (* 1740), deutscher Philosoph und Astronom
- Gruber, Leopold (1733–1807), österreichischer Piarist und Gelehrter
- Gruber, Leopold (1841–1920), österreichischer Tuchhändler, langjähriger Gemeinderat und Ehrenbürger der Stadt Wels
- Gruber, Leopold (1885–1970), österreichischer Bauer, Volksbildner und Politiker, Landtagsabgeordneter
- Gruber, Leopold Franz († 1784), österreichischer Jurist und Bürgermeister von Wien
- Gruber, Lilli (* 1957), italienische Journalistin und Politikerin, MdEPLilli Gruber (* 1957)

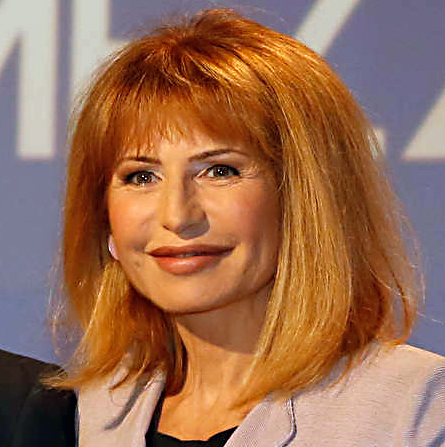
Lilli Gruber (* 1957)

- Gruber, Lilo (1915–1992), deutsche Tänzerin, Choreographin, Ballettmeisterin
- Gruber, Lisa (* 2004), österreichische Stabhochspringerin
- Gruber, Ludwig (1874–1964), österreichischer Komponist, Sänger, Schriftsteller und Dirigent
- Gruber, Ludwig (1922–2005), bayerischer Gstanzlsänger und Mundartdichter
- Gruber, Ludwig (* 1935), deutscher Erwachsenenbildner und Druckgrafiker
- Gruber, Malte-Christian (* 1974), deutscher Rechtswissenschaftler
- Gruber, Malvina (* 1906), tschechoslowakische Komintern-Agentin
- Gruber, Manfred (* 1949), österreichischer Politiker (SPÖ), Landtagsabgeordneter, Mitglied des Bundesrates
- Gruber, Manfred (* 1951), deutscher Künstler (Maler, Grafiker und Bühnenbildner)
- Gruber, Margareta (* 1961), deutsche Ordensschwester, römisch-katholische Theologin
- Gruber, Margarethe (* 1949), österreichische Politikerin, Bürgermeisterin von Judenburg, Landtagsabgeordnete der Steiermark
- Gruber, Maria (* 1946), österreichische Malerin, Grafikerin, Glas- und Objektkünstlerin
- Gruber, Maria (* 1964), österreichische Serienmörderin
- Gruber, Marian (* 1961), österreichischer Priestermönch und Philosoph
- Gruber, Marianne (* 1944), österreichische Schriftstellerin
- Gruber, Marie (1955–2018), deutsche Schauspielerin, Hörspiel- und Synchronsprecherin
- Gruber, Markus (* 1962), deutscher Jurist, Amtschef und Ministerialdirektor
- Gruber, Martin (1866–1936), deutscher Politiker (SPD), MdR
- Grüber, Martin (1937–2021), deutscher Kommunalpolitiker (SPD) und ehemaliger Oberbürgermeister der Stadt Offenburg
- Gruber, Martin (* 1957), deutscher Regisseur, Choreograf und Bewegungslehrer für Darstellende Künstler
- Gruber, Martin (* 1967), österreichisch-italienischer Theater- und Opernregisseur
- Gruber, Martin (* 1968), österreichischer Facharzt für Orthopädie und orthopädische Chirurgie sowie Sportmediziner und Teamarzt des ÖSV
- Gruber, Martin (* 1970), deutsch-amerikanischer Schauspieler
- Gruber, Martin (* 1975), italienischer Naturbahnrodler
- Gruber, Martin (* 1983), österreichischer Politiker (ÖVP)Martin Gruber (* 1983)

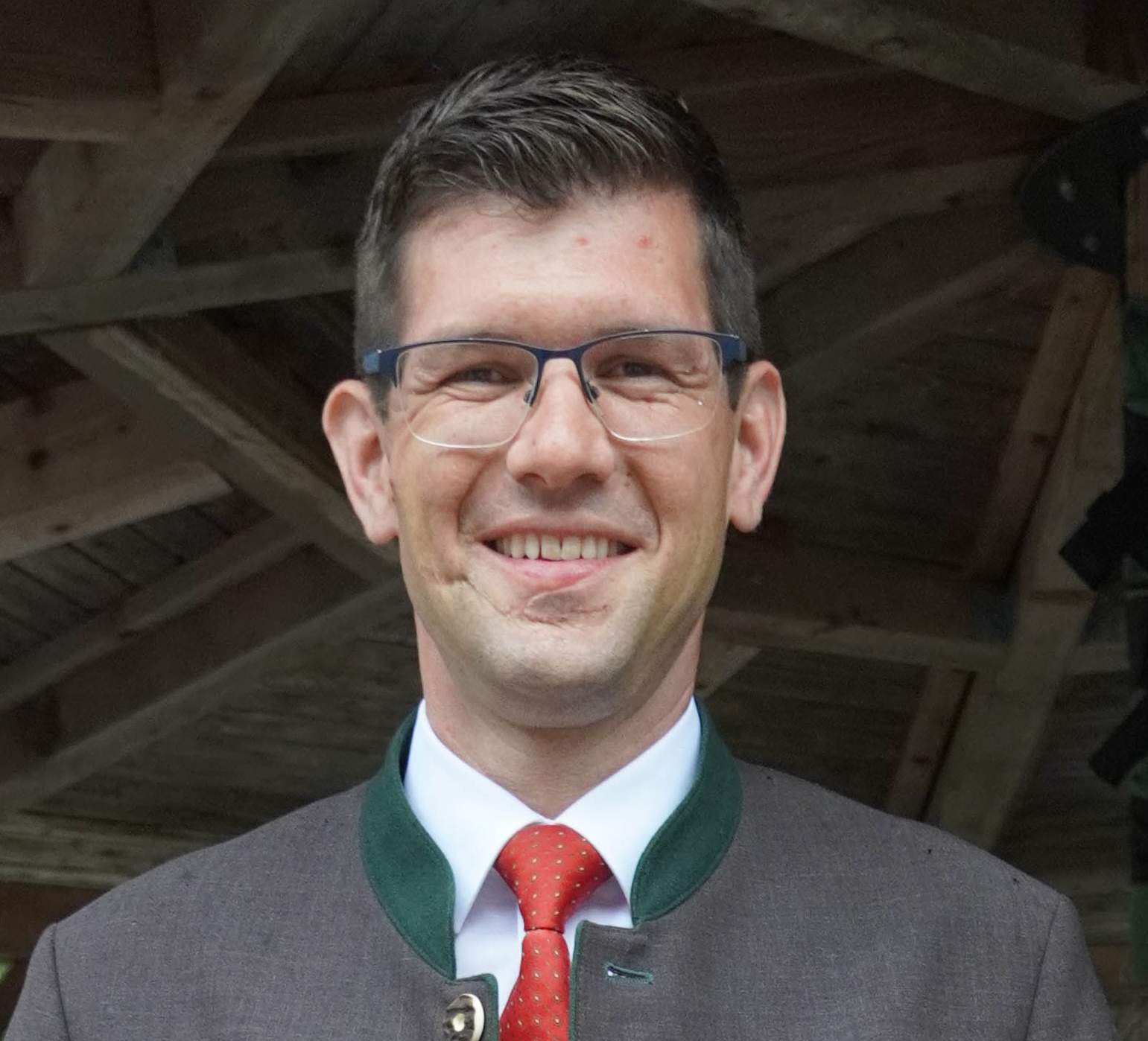
Martin Gruber (* 1983)

- Gruber, Matthias (* 1984), österreichischer Schriftsteller und Journalist
- Gruber, Mauro (* 1986), Schweizer Skilangläufer
- Gruber, Max von (1853–1927), österreichisch-deutscher Mediziner, Biologe und Eugeniker
- Gruber, Michael (1877–1964), österreichischer Politiker (CS), Abgeordneter zum Nationalrat
- Grüber, Michael (* 1955), deutscher Kirchenmusiker, Organist und Kulturmanager
- Gruber, Michael (* 1964), US-amerikanischer Schauspieler und Sänger
- Gruber, Michael (* 1965), deutscher Künstler
- Gruber, Michael (* 1976), österreichischer Politiker (FPÖ), Landtagsabgeordneter
- Gruber, Michael (* 1979), österreichischer Nordischer Kombinierer
- Gruber, Miriam (* 1983), österreichische Badmintonspielerin
- Gruber, Monica (* 1947), österreichische Schauspielerin und Synchronsprecherin
- Gruber, Monika (* 1971), deutsche Kabarettistin und SchauspielerinMonika Gruber (* 1971)

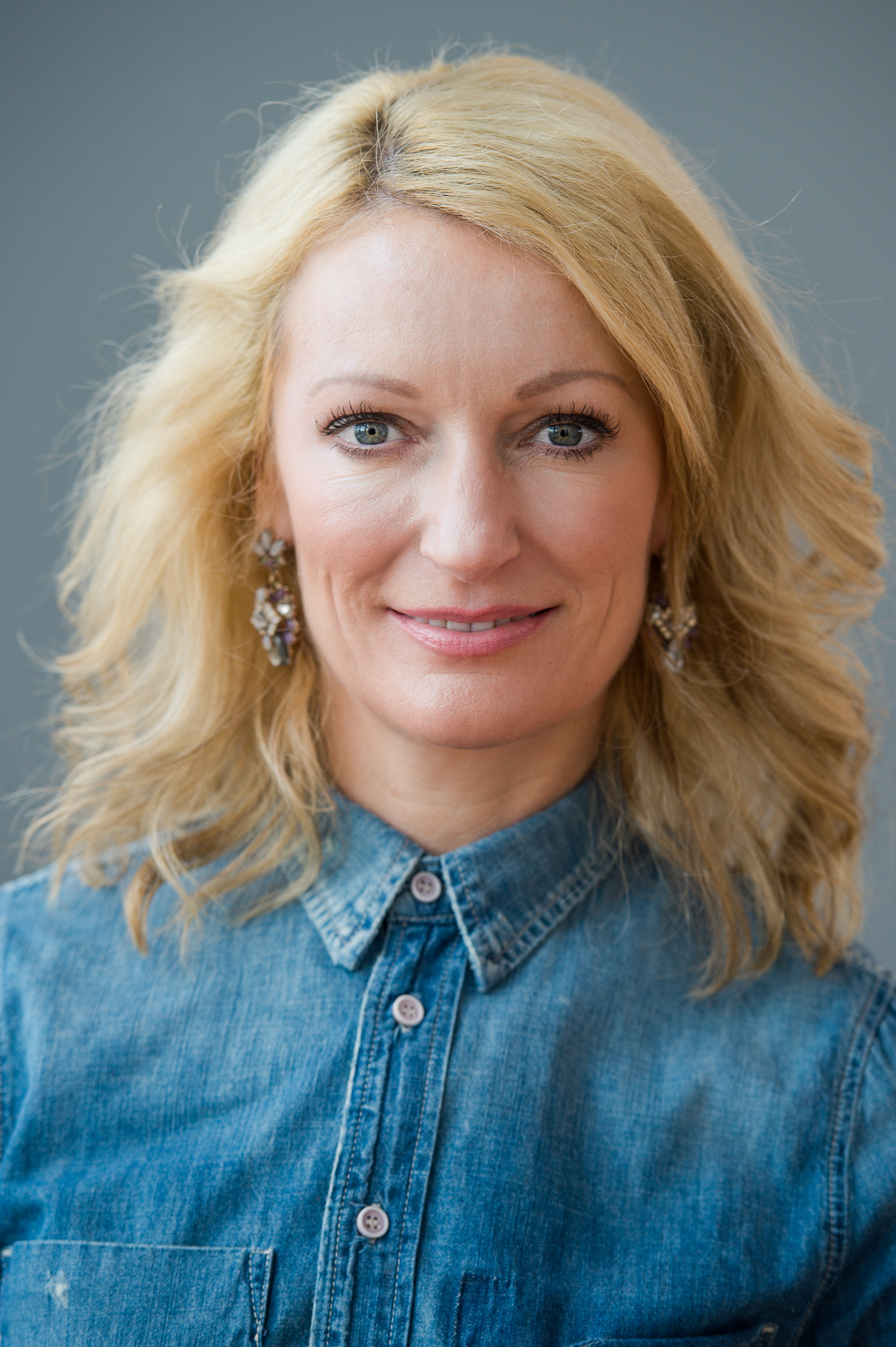
Monika Gruber (* 1971)

- Gruber, Oswald (1840–1913), österreichischer Architekt
- Gruber, Otto (1883–1957), deutscher Architekt und Rektor der RWTH Aachen
- Gruber, Otto von (1884–1942), deutscher Geodät
- Gruber, Patrick (* 1978), italienischer Rennrodler
- Gruber, Peter (1937–2021), deutscher Politiker (SPD), MdL
- Gruber, Peter (1941–2017), österreichischer Mathematiker
- Gruber, Peter (* 1946), österreichischer Schauspieler, Sprecher und Regisseur
- Gruber, Peter (* 1952), deutscher Fußballspieler
- Gruber, Peter (* 1955), österreichischer Schriftsteller
- Gruber, Reinhard (* 1977), italienischer Naturbahnrodler
- Gruber, Reinhard P. (* 1947), österreichischer Schriftsteller
- Gruber, Renate (1936–2022), deutsche Sammlerin und Förderin von Fotokunst
- Gruber, Renate (* 1967), österreichische Politikerin (SPÖ), Landtagsabgeordnete, Abgeordnete zum Nationalrat
- Gruber, Rigobert (* 1961), deutscher Fußballspieler
- Gruber, Robert (* 1982), deutscher Baseballspieler
- Gruber, Romy (* 1993), luxemburgische Fußballspielerin
- Gruber, Rudolf (1864–1926), österreichischer Politiker (CSP), Abgeordneter zum Nationalrat
- Gruber, Rudolf (1922–2002), deutscher Tischtennisfunktionär
- Gruber, Rupert (1689–1740), deutscher Benediktiner, Chorherr im Kloster Gars, Gelehrter
- Gruber, Ruth (1911–2016), amerikanische Journalistin, Buchautorin und Fotografin
- Gruber, Ruven (* 1995), Schweizer Unihockeytorhüter
- Gruber, Sabine (* 1963), italienische deutschsprachige Schriftstellerin
- Gruber, Sabine M. (* 1960), österreichische Schriftstellerin, Übersetzerin und Musikerin
- Gruber, Sarah (* 1993), italienische Naturbahnrodlerin
- Gruber, Sebastian (1863–1941), österreichischer Bauer und Politiker, Landtagsabgeordneter
- Gruber, Sebastian (* 1981), deutscher Kommunalpolitiker (CSU)
- Gruber, Stefan (* 1985), italienischer Naturbahnrodler
- Gruber, Steff (* 1953), Schweizer Filmemacher, Fotograf und Autor
- Gruber, Thomas, deutscher Soldat und Politiker
- Gruber, Thomas (* 1943), deutscher Kaufmann, Intendant des Bayerischen Rundfunks, HochschullehrerThomas Gruber (* 1943)

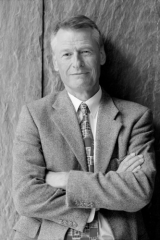
Thomas Gruber (* 1943)

- Gruber, Thomas (* 1963), deutscher Ministerialbeamter im bayerischen Staatsdienst
- Gruber, Tobias (* 2005), österreichischer Fußballspieler
- Gruber, Toni (1943–2023), deutscher Motorradrennfahrer
- Gruber, Tresl (1897–1978), italienisch-ladinische Künstlerin, Lehrerin und Sprachwissenschaftlerin
- Gruber, Urs Peter (* 1970), deutscher Rechtswissenschaftler und Richter
- Gruber, Wenzel (1814–1890), österreichischer Anatom
- Gruber, Werner (* 1970), österreichischer Neurophysiker und SachbuchautorWerner Gruber (* 1970)

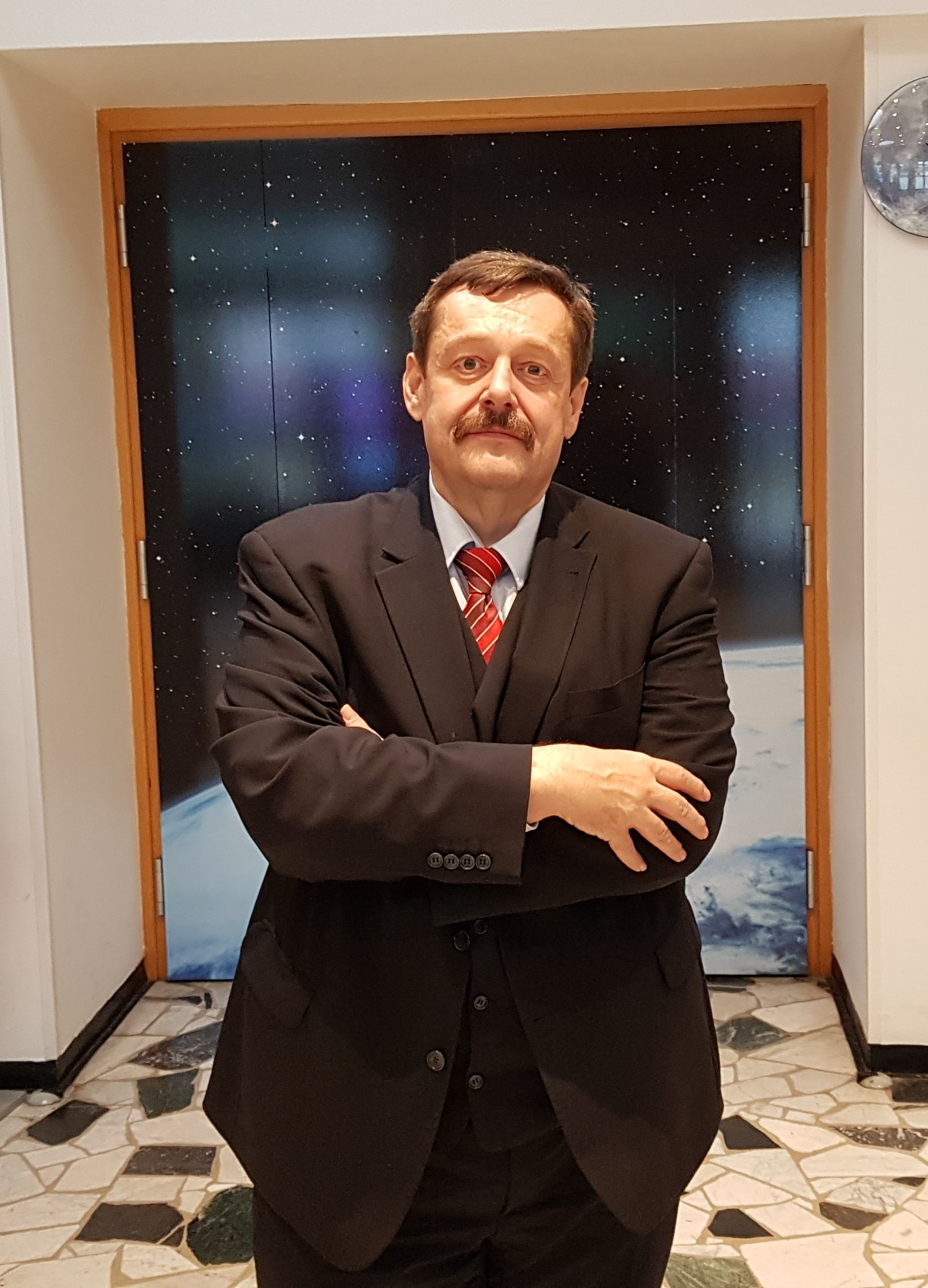
Werner Gruber (* 1970)

- Gruber, Wilfried (* 1942), deutscher Politologe und Diplomat
- Gruber, Wilhelm (* 1950), deutscher Schriftsteller und Pädagoge
- Gruber, Willi (1930–2012), österreichischer Politiker (SPÖ), Bürgermeister von St. Pölten
- Gruber, Wolf (* 1969), österreichischer Kabarettist, Moderator und Schauspieler
- Gruber, Wolfgang (1886–1971), deutscher Chemiker
- Gruber, Wolfgang Walter (1589–1655), deutscher Jurist sowie Professor und Rektor an der Universität Tübingen
- Gruber-Ballehr, Helmut Maximilian (1939–2023), deutscher Maler und Grafiker
- Gruber-Gleichenberg, Franz (1886–1940), österreichischer Landschafts-, Stillleben- und Porträtmaler
- Gruber-Pruner, Daniela (* 1975), österreichische Politikerin (SPÖ), Mitglied des Bundesrates
- Gruberbauer, Robert (* 1988), österreichischer Fußballspieler
- Gruberová, Edita (1946–2021), slowakische Opernsängerin (Sopran)
- Gruberová-Göpfertová, Gertruda (1924–2014), tschechische Malerin, Zeichnerin und Illustratorin
- Gruberski, Thomas (* 1974), Schweizer Elektronik-Musiker
- Grubert, Fritz (1870–1925), Volksschriftsteller in Weimar
- Grubert, Helmut (1908–1992), deutscher Oberstleutnant im Ministerium für Staatssicherheit (MfS) der DDR
- Grubert, Hermann (1807–1874), deutscher Jurist und Politiker
- Grubert, Ilja (* 1954), lettischer Violinist
- Grubert, Michael (* 1959), deutscher Kommunalpolitiker (SPD)
- Grubert, Naum (* 1951), lettischer Pianist und Musikpädagoge
- Grubert, Robin (* 1977), deutscher Sänger und Songwriter

#### Grubes
- Grubesa, Michaela (* 1989), österreichische Politikerin (SPÖ), Abgeordneter zum Landtag SteiermarkMichaela Grubesa (* 1989)

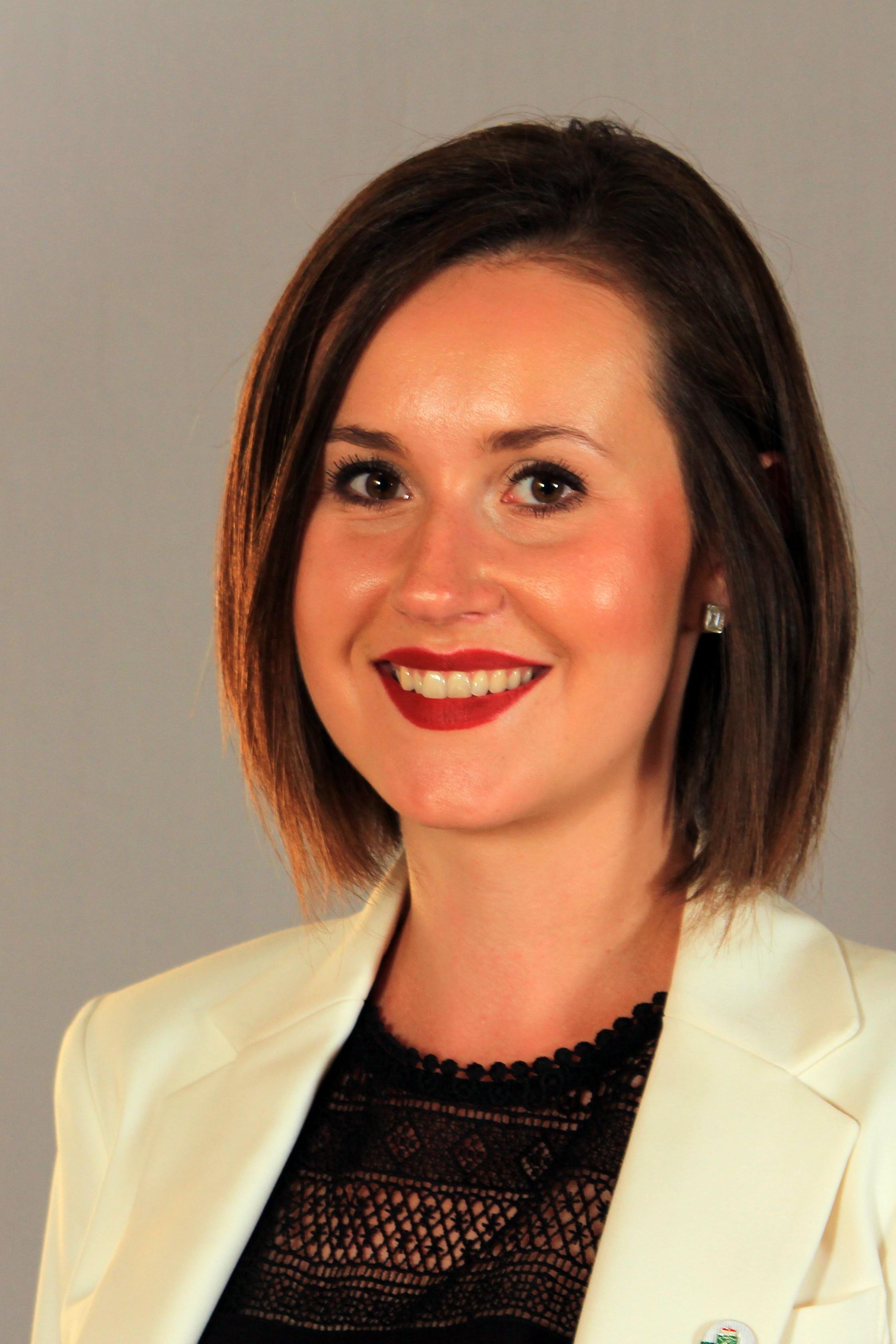
Michaela Grubesa (* 1989)

- Grubesic, Daniel (* 1995), österreichischer Fußballspieler

### Grubh
- Grubhofer, Franz (1914–1970), österreichischer Politiker (ÖVP), Abgeordneter zum Nationalrat und Staatssekretär (ÖVP)
- Grubhofer, Martin (* 1998), österreichischer Fußballspieler
- Grubhofer, Tony (1854–1935), österreichischer Maler, Grafiker und Pädagoge
- Grubhoffer, Ladislav (* 1984), tschechischer Fußballspieler

### Grubi
- Grubić, Časlav (* 1952), jugoslawisch-serbischer Handballspieler und -trainer
- Grubich, Joachim (1935–2025), polnischer Organist und Musikpädagoge
- Grubing, Timo (* 1981), deutscher Illustrator
- Grubinger, Eva (* 1970), österreichische Installationskünstlerin
- Grubinger, Herbert (1922–2018), österreichischer Kultur- und Wasserbauingenieur
- Grubinger, Marianne (1877–1964), österreichische Lehrerin und Archäologin
- Grubinger, Martin (* 1983), österreichischer Schlagzeuger und MultipercussionartistMartin Grubinger (* 1983)

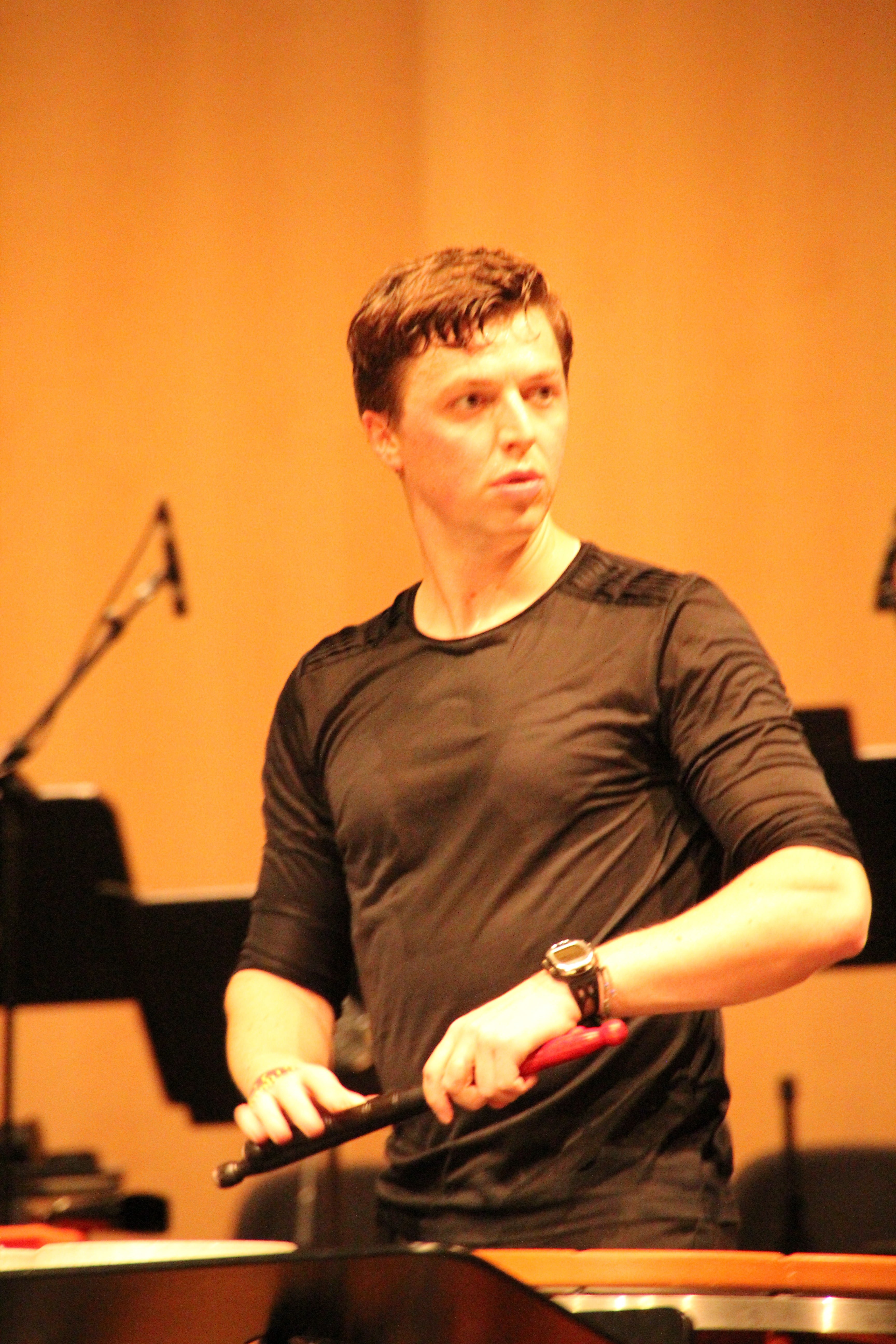
Martin Grubinger (* 1983)

- Grubiša, Voislav (* 1997), bosnischer Diskuswerfer
- Grubišić, Jelena (* 1987), kroatische Handballspielerin
- Grubitz, August (1876–1946), deutscher Architekt
- Grubitz, Ernst Ludwig (1876–1936), deutscher Verwaltungsjurist
- Grubitzsch, Helga (* 1943), deutsche Romanistin

### Grubk
- Grubka, Kristin (* 1992), US-amerikanische Fußballspielerin

### Grubl
- Grübl, Elisabeth (* 1961), österreichische Künstlerin
- Grübl, Eva (* 1971), österreichische Autorin
- Grübl, Heide (1937–2013), österreichische Schauspielerin und Hörspielsprecherin
- Grübl, Manfred (* 1965), österreichischer Künstler
- Grübl, Markus (* 1989), deutscher Fußballspieler
- Grübl, Raimund (1847–1898), österreichischer Rechtsanwalt und Politiker, Landtagsabgeordneter
- Grübl, Reinhold (1928–1994), deutscher Bildhauer
- Grübler, Lars (* 1980), deutscher Basketballspieler
- Grübler, Martin Fürchtegott (1851–1935), deutscher Maschinenbau-Ingenieur und Hochschullehrer
- Grubliauskas, Vytautas (* 1956), litauischer Musiker, Politiker, Mitglied des Seimas und Bürgermeister von Klaipėda

### Grubm
- Grubmayr, Alexander (* 1964), österreichischer Diplomat und Botschafter
- Grubmayr, Herbert (* 1929), österreichischer Diplomat
- Grübmeyer, Werner (1926–2018), deutscher Politiker (CDU), MdL, Ehrenbürger von Sankt Andreasberg
- Grubmüller, Helmut (* 1965), deutscher Biophysiker
- Grubmüller, Josef, deutscher Skeletonsportler
- Grubmüller, Klaus (* 1938), deutscher Mediävist und Hochschullehrer
- Grubmüller, Martin (* 2002), österreichischer Fußballspieler
- Grubmüller, Walter (* 1989), österreichischer Rennfahrer

### Grubo
- Grubor, Luka (* 1973), britischer Ruderer

### Grubr
- Grubrich-Simitis, Ilse (1936–2024), deutsche Psychoanalytikerin und Freud-Herausgeberin

### Gruby
- Gruby, David (1810–1898), ungarischer Pathologe und Mykologe